# Shizotipija
Shizotipija (engl. schizotypy) psihološki je koncept – „ sklonost psihozi“. Britanski psiholog Gordon Claridge istraživao je shizotipiju, koja sama po sebi ne predstavlja duševni poremećaj, već skup crta ličnosti. 

## Opis
U ljudi sa shizotipnim poremećajem ili shizofrenijom, shizotipija je previše naglašena, što dovodi do iskrivljenja percepcije stvarnosti. 
Premda osobe sa shizotipnim crtama ličnosti ili shizotipnim poremećajem mogu biti kreativne, vrlo uspješni ljudi sa shizofrenijom jesu rijetkost — primjer je matematičar John Nash, inteligentan i kreativan čovjek koji je osvojio Nobelovu nagradu. Mnoge shizotipne osobe „okreću se“ umjetnosti te postoji korelacija između pozitivne shizotipije i kreativnosti, kao i psihološke otpornosti kada je u pitanju depresija.

## Shizofreni spektar
- Shizoidni poremećaj ličnosti[4]
- Shizotipni poremećaj
- Shizofrenija[5]
- Shizoafektivni poremećaj
- Deluzijski poremećaj

## Poveznice
- Osobe sa shizofrenijom
- Shamanism and the Evolutionary Origins of Schizophrenia